# Simning vid världsmästerskapen i simsport 2025 – Damernas 100 meter fjärilsim
Damernas 100 meter fjärilsim vid världsmästerskapen i simsport 2025 avgjordes mellan den 27 och 28 juli 2025 i World Aquatics Championships Arena i Singapore Sports Hub i Kallang i Singapore.

## Rekord
Inför tävlingens start fanns följande världs- och mästerskapsrekord:
|                   | Namn           | Nation  | Tid   | Ort                  | Datum        |
| ----------------- | -------------- | ------- | ----- | -------------------- | ------------ |
| Världsrekord      | Gretchen Walsh | USA     | 54,60 | Fort Lauderdale, USA | 3 maj 2025   |
| Mästerskapsrekord | Sarah Sjöström | Sverige | 55,53 | Budapest, Ungern     | 24 juli 2017 |

Följande rekord noterades under mästerskapet:
| Datum   | Tävling | Namn           | Nationalitet | Tid   | Rekord |
| ------- | ------- | -------------- | ------------ | ----- | ------ |
| 28 juli | Final   | Gretchen Walsh | USA          | 54,73 | 0MR0   |

## Resultat

### Försöksheat
Försöksheaten startade den 27 juli klockan 10:51.
| Placering | Heat | Bana | Namn                        | Nationalitet         | Tid     | Noteringar |
| --------- | ---- | ---- | --------------------------- | -------------------- | ------- | ---------- |
| 1         | 6    | 4    | Gretchen Walsh              | USA                  | 55,68   | 0Q0        |
| 2         | 6    | 5    | Angelina Köhler             | Tyskland             | 56,49   | 0Q0        |
| 3         | 6    | 6    | Roos Vanotterdijk           | Belgien              | 56,66   | 0Q0, 0NR0  |
| 4         | 4    | 5    | Mizuki Hirai                | Japan                | 56,81   | 0Q0        |
| 5         | 6    | 3    | Yu Yiting                   | Kina                 | 56,83   | 0Q0        |
| 6         | 5    | 5    | Alexandria Perkins          | Australien           | 56,89   | 0Q0        |
| 7         | 4    | 4    | Zhang Yufei                 | Kina                 | 57,11   | 0Q0        |
| 8         | 5    | 2    | Darja Klepikova             | Neutrala idrottare B | 57,29   | 0Q0        |
| 9         | 6    | 2    | Erin Gallagher              | Sydafrika            | 57,48   | 0Q0        |
| 10        | 5    | 6    | Tessa Giele                 | Nederländerna        | 57,56   | 0Q0        |
| 11        | 6    | 7    | Lily Price                  | Australien           | 57,61   | 0Q0        |
| 12        | 4    | 6    | Anna Ntountounaki           | Grekland             | 57,62   | 0Q0        |
| 13        | 4    | 3    | Rikako Ikee                 | Japan                | 57,75   | 0Q0        |
| 14        | 4    | 7    | Keanna Macinnes             | Storbritannien       | 57,90   | 0Q0        |
| 15        | 6    | 8    | Helena Rosendahl Bach       | Danmark              | 58,15   | 0Q0        |
| 16        | 5    | 7    | Costanza Cocconcelli        | Italien              | 58,31   | 0Q0        |
| 17        | 6    | 0    | Arielle Hayon               | Israel               | 58,35   |            |
| 18        | 5    | 1    | Sara Junevik                | Sverige              | 58,46   |            |
| 19        | 4    | 1    | Anastasija Kuljasjova       | Neutrala idrottare A | 58,52   |            |
| 19        | 6    | 1    | Lilou Ressencourt           | Frankrike            | 58,52   |            |
| 21        | 4    | 2    | Georgia Damasioti           | Grekland             | 58,60   |            |
| 22        | 5    | 3    | Louise Hansson              | Sverige              | 58,64   |            |
| 23        | 5    | 8    | Iris Julia Berger           | Österrike            | 58,91   |            |
| 24        | 4    | 8    | Amina Kajtaz Pinjo          | Kroatien             | 59,18   |            |
| 24        | 4    | 9    | Quah Jing Wen               | Singapore            | 59,18   |            |
| 26        | 3    | 4    | Brooklyn Douthwright        | Kanada               | 59,25   |            |
| 27        | 3    | 5    | Zuzanna Famulok             | Polen                | 59,28   |            |
| 28        | 4    | 0    | Stephanie Balduccini        | Brasilien            | 59,72   |            |
| 29        | 6    | 9    | Kim Do-yeon                 | Sydkorea             | 59,78   |            |
| 30        | 3    | 6    | Miranda Grana               | Mexiko               | 59,86   |            |
| 31        | 5    | 9    | Barbora Janíčková           | Tjeckien             | 59,97   |            |
| 32        | 3    | 7    | Lismar Lyon                 | Venezuela            | 1.00,19 |            |
| 33        | 5    | 0    | Yeung Hoi Ching             | Hongkong             | 1.00,31 |            |
| 34        | 3    | 1    | Liu Pei-yin                 | Taiwan               | 1.00,90 |            |
| 35        | 3    | 3    | Napatsawan Jaritkla         | Thailand             | 1.01,00 |            |
| 36        | 3    | 0    | Alexia Sotomayor            | Peru                 | 1.01,38 |            |
| 37        | 2    | 3    | Emma Sabando                | Ecuador              | 1.01,60 |            |
| 38        | 3    | 8    | Jessica Calderbank          | Jamaica              | 1.01,62 |            |
| 39        | 2    | 5    | Imara Thorpe                | Kenya                | 1.01,64 |            |
| 40        | 3    | 9    | Varsenik Manucharyan        | Armenien             | 1.01,68 |            |
| 41        | 2    | 4    | Jóhanna Elín Guðmundsdóttir | Island               | 1.01,70 |            |
| 42        | 2    | 6    | Anje Van As                 | Zimbabwe             | 1.02,63 |            |
| 43        | 3    | 2    | Sofia Spodarenko            | Kazakstan            | 1.02,88 |            |
| 44        | 2    | 8    | Ashley Calderon             | Honduras             | 1.03,45 |            |
| 44        | 2    | 1    | María Schutzmeier           | Nicaragua            | 1.03,45 |            |
| 46        | 2    | 2    | Lia Lima                    | Angola               | 1.03,86 |            |
| 47        | 1    | 5    | Davia Richardson            | Belize               | 1.04,29 |            |
| 48        | 2    | 7    | Paige Schendelaar-Kemp      | Samoa                | 1.05,21 |            |
| 49        | 1    | 0    | Mia Laban                   | Cooköarna            | 1.05,41 |            |
| 50        | 1    | 4    | Cheang Weng Chi             | Macao                | 1.05,42 |            |
| 51        | 2    | 0    | Asma Lefalher               | Bahrain              | 1.05,53 | 0NR0       |
| 52        | 2    | 9    | Aleka Persaud               | Guyana               | 1.06,49 |            |
| 53        | 1    | 3    | Amaya Bollinger             | Guam                 | 1.06,93 |            |
| 54        | 1    | 1    | Honey Nan                   | Myanmar              | 1.09,89 |            |
| 55        | 1    | 7    | Naekeisha Louis             | Saint Lucia          | 1.12,38 |            |
| 56        | 1    | 8    | Ony Andrianaivo             | Madagaskar           | 1.13,31 |            |
| 57        | 1    | 6    | Amazya Macrooy              | Surinam              | 1.14,69 |            |
| 58        | 1    | 2    | Meral Latheef               | Maldiverna           | 1.16,73 |            |
|           | 5    | 4    | Torri Huske                 | USA                  | 0DNS0   | 0DNS0      |

### Semifinaler
Semifinalerna startade den 27 juli klockan 19:13.
| Placering | Heat | Bana | Namn                  | Nationalitet         | Tid   | Noteringar |
| --------- | ---- | ---- | --------------------- | -------------------- | ----- | ---------- |
| 1         | 2    | 4    | Gretchen Walsh        | USA                  | 56,07 | 0Q0        |
| 1         | 2    | 5    | Roos Vanotterdijk     | Belgien              | 56,07 | 0Q0, 0NR0  |
| 3         | 1    | 3    | Alexandria Perkins    | Australien           | 56,19 | 0Q0        |
| 4         | 1    | 6    | Darja Klepikova       | Neutrala idrottare B | 56,42 | 0Q0, 0NR0  |
| 5         | 1    | 4    | Angelina Köhler       | Tyskland             | 56,75 | 0Q0        |
| 6         | 2    | 6    | Zhang Yufei           | Kina                 | 56,84 | 0Q0        |
| 7         | 1    | 5    | Mizuki Hirai          | Japan                | 56,86 | 0Q0        |
| 8         | 2    | 3    | Yu Yiting             | Kina                 | 57,11 | 0Q0        |
| 9         | 1    | 2    | Tessa Giele           | Nederländerna        | 57,17 |            |
| 10        | 1    | 7    | Anna Ntountounaki     | Grekland             | 57,32 |            |
| 11        | 2    | 7    | Lily Price            | Australien           | 57,58 |            |
| 12        | 1    | 1    | Keanna Macinnes       | Storbritannien       | 57,67 |            |
| 13        | 2    | 2    | Erin Gallagher        | Sydafrika            | 57,68 |            |
| 14        | 2    | 1    | Rikako Ikee           | Japan                | 57,89 |            |
| 15        | 1    | 8    | Costanza Cocconcelli  | Italien              | 57,94 |            |
| 16        | 2    | 8    | Helena Rosendahl Bach | Danmark              | 57,98 |            |

### Final
Finalen startade den 28 juli klockan 19:10.
| Placering | Bana | Namn               | Nationalitet         | Tid   | Noteringar |
| --------- | ---- | ------------------ | -------------------- | ----- | ---------- |
| 1         | 4    | Gretchen Walsh     | USA                  | 54,73 | 0MR0       |
| 2         | 5    | Roos Vanotterdijk  | Belgien              | 55,84 | 0NR0       |
| 3         | 3    | Alexandria Perkins | Australien           | 56,33 |            |
| 4         | 7    | Zhang Yufei        | Kina                 | 56,47 |            |
| 5         | 6    | Darja Klepikova    | Neutrala idrottare B | 56,53 |            |
| 6         | 2    | Angelina Köhler    | Tyskland             | 56,57 |            |
| 7         | 1    | Mizuki Hirai       | Japan                | 56,83 |            |
| 8         | 8    | Yu Yiting          | Kina                 | 57,36 |            |